# Cyclophora schaefferaria
Cyclophora schaefferaria är en fjärilsart som beskrevs av De la Harpe 1855. Cyclophora schaefferaria ingår i släktet Cyclophora och familjen mätare. Inga underarter finns listade i Catalogue of Life.